# 구학초등학교
구학초등학교는 대한민국 부산광역시 사상구 학장동에 있는 공립 초등학교이다.

## 학교 연혁
- 2009.02.20	특별실 개관식(영어체험실, 도서관, 과학실 개관)
- 2008.09.01	부산광역시 도서관 활용 우수학교 선정
- 2004.08.14	방송실 현대화 사업 완료
- 2004.02.10	급식실 바닥 및 시설 개선공사 완공
- 1992.03.01 학장초등학교에서 분리, 14학급(208명) 편성

## 참고 자료
- 구학초등학교 - 한국교육학술정보원 학교알리미